# Bundesvision Song Contest 2008
La quarta edizione del Bundesvision Song Contest si è svolta il 14 febbraio 2008 presso la TUI Arena di Hannover, in Bassa Sassonia, in seguito alla vittoria dei Oomph! con Marta Jandová nell'edizione precedente.
Il concorso si è articolato in un'unica finale condotta da Stefan Raab, Johanna Klum ed Elton (quest'ultimo come inviato nella green room). Inoltre il Primo ministro del länder Christian Wulff è stato invitato e presentato come il "patrono" della manifestazione.
I vincitori furono i Subway to Sally per il Brandeburgo, con la canzone Auf Kiel.
Anche in questa edizione, 15 dei 16 stati partecipanti si sono autoassegnati i 12 punti, solo la Renania Settentrionale-Vestfalia si è autoassegnata 10 punti.
Lo show è stato trasmesso da ProSieben ed è stato visto da 1,58 milioni di persone con il 8% di share; nella fascia 14-49 anni i telespettatori sono stati 1,31 milioni con il 15% di share.

## Stati federali partecipanti
I partecipanti al concorso, ed i loro relativi brani, sono stati annunciati da Stefan Raab nel late show TV Total.
| Stato                            | Artista                         | Brano               | Lingua                     |
| -------------------------------- | ------------------------------- | ------------------- | -------------------------- |
| Amburgo                          | Das Bo                          | Ohne Bo             | Tedesco                    |
| Assia                            | Rapsoul                         | König der Welt      | Tedesco                    |
| Baden-Württemberg                | Laith Al-Deen                   | Du                  | Tedesco                    |
| Bassa Sassonia (organizzatore)   | Madsen                          | Nachtbaden          | Tedesco                    |
| Baviera                          | Sportfreunde Stiller            | Antinazibund        | Tedesco                    |
| Berlino                          | Culcha Candela                  | Chica               | Tedesco, spagnolo, inglese |
| Brandeburgo                      | Subway to Sally                 | Auf Kiel            | Tedesco                    |
| Brema                            | Paulsrekorder                   | Anna                | Tedesco                    |
| Meclemburgo-Pomerania Anteriore  | Jennifer Rostock                | Kopf oder Zahl      | Tedesco                    |
| Renania-Palatinato               | Peilomat                        | Jenny               | Tedesco                    |
| Renania Settentrionale-Vestfalia | Sisters Keepers                 | Unite               | Tedesco, inglese           |
| Saarland                         | Casino Zero                     | Gib mir einen Blick | Tedesco                    |
| Sassonia                         | Far East Band feat. Dean Dawson | Unfassbar           | Tedesco                    |
| Sassonia-Anhalt                  | Down Below                      | Jung und willig     | Tedesco                    |
| Schleswig-Holstein               | Down Below                      | Sand in meiner Hand | Tedesco                    |
| Turingia                         | Clueso                          | Keinen Zentimeter   | Tedesco                    |

## Finale
| N° | Stato                            | Artista                         | Brano               | Punti | Posizione |
| -- | -------------------------------- | ------------------------------- | ------------------- | ----- | --------- |
| 01 | Amburgo                          | Das Bo                          | Ohne Bo             | 19    | 12°       |
| 02 | Meclemburgo-Pomerania Anteriore  | Jennifer Rostock                | Kopf oder Zahl      | 79    | 5°        |
| 03 | Assia                            | Rapsoul                         | König der Welt      | 51    | 8°        |
| 04 | Saarland                         | Casino Zero                     | Gib mir einen Blick | 12    | 15°       |
| 05 | Sassonia                         | Far East Band feat. Dean Dawson | Unfassbar           | 12    | 15°       |
| 06 | Sassonia-Anhalt                  | Down Below                      | Sand in meiner Hand | 96    | 3°        |
| 07 | Brema                            | Paulsrekorder                   | Anna                | 20    | 11°       |
| 08 | Schleswig-Holstein               | Panik                           | Was würdest du tun? | 75    | 6°        |
| 09 | Brandeburgo                      | Subway to Sally                 | Auf Kiel            | 147   | 1°        |
| 10 | Renania Settentrionale-Vestfalia | Sisters Keepers                 | Unite               | 16    | 14°       |
| 11 | Renania-Palatinato               | Peilomat                        | Jenny               | 17    | 13°       |
| 12 | Turingia                         | Clueso                          | Keinen Zentimeter   | 146   | 2°        |
| 13 | Baviera                          | Sportfreunde Stiller            | Antinazibund        | 32    | 10°       |
| 14 | Berlino                          | Culcha Candela                  | Chica               | 66    | 7°        |
| 15 | Baden-Württemberg                | Laith Al-Deen                   | Du                  | 46    | 9°        |
| 16 | Bassa Sassonia                   | Madsen                          | Nachtbaden          | 94    | 4°        |

## Tabella dei voti
| risultati di voto                | risultati di voto | risultati di voto | risultati di voto | risultati di voto | risultati di voto | risultati di voto | risultati di voto | risultati di voto | risultati di voto | risultati di voto | risultati di voto | risultati di voto | risultati di voto | risultati di voto | risultati di voto | risultati di voto | risultati di voto | risultati di voto |
|                                  | Stato             | Totale            | HH                | MV                | HE                | SL                | SN                | ST                | HB                | SH                | BB                | NW                | RP                | TH                | BY                | BW                | BE                | NI                |
| -------------------------------- | ----------------- | ----------------- | ----------------- | ----------------- | ----------------- | ----------------- | ----------------- | ----------------- | ----------------- | ----------------- | ----------------- | ----------------- | ----------------- | ----------------- | ----------------- | ----------------- | ----------------- | ----------------- |
| Amburgo                          | 19                | 12                | 1                 |                   |                   |                   |                   | 6                 |                   |                   |                   |                   |                   |                   |                   |                   |                   |                   |
| Meclemburgo-Pomerania Anteriore  | 79                | 7                 | 12                | 3                 | 3                 | 5                 | 6                 | 4                 | 7                 | 7                 | 2                 |                   | 7                 | 2                 | 6                 | 7                 | 1                 |                   |
| Assia                            | 51                |                   | 3                 | 12                | 7                 | 1                 | 8                 | 1                 | 2                 | 2                 |                   | 4                 | 1                 | 1                 | 2                 | 1                 | 6                 |                   |
| Saarland                         | 12                |                   |                   |                   | 12                |                   |                   |                   |                   |                   |                   |                   |                   |                   |                   |                   |                   |                   |
| Sassonia                         | 12                |                   |                   |                   |                   | 12                |                   |                   |                   |                   |                   |                   |                   |                   |                   |                   |                   |                   |
| Sassonia-Anhalt                  | 96                | 4                 | 7                 | 6                 | 5                 | 7                 |                   | 5                 | 6                 | 12                | 5                 | 7                 | 8                 | 6                 | 5                 | 6                 | 7                 |                   |
| Brema                            | 20                | 3                 |                   |                   |                   |                   | 12                |                   | 1                 |                   |                   |                   |                   |                   |                   |                   | 4                 |                   |
| Schleswig-Holstein               | 75                | 5                 | 4                 | 2                 | 4                 | 3                 | 3                 | 12                | 4                 | 5                 | 6                 | 2                 | 5                 | 4                 | 7                 | 4                 | 5                 |                   |
| Brandeburgo                      | 147               | 6                 | 8                 | 10                | 8                 | 10                | 5                 | 10                | 12                | 8                 | 12                | 10                | 10                | 10                | 10                | 8                 | 10                |                   |
| Renania Settentrionale-Vestfalia | 16                | 1                 |                   | 1                 |                   |                   |                   |                   |                   |                   | 10                | 1                 |                   |                   | 1                 | 2                 |                   |                   |
| Renania-Palatinato               | 17                |                   |                   |                   |                   |                   | 2                 |                   |                   |                   | 3                 | 12                |                   |                   |                   |                   |                   |                   |
| Turingia                         | 146               | 10                | 10                | 8                 | 10                | 8                 | 10                | 8                 | 10                | 10                | 8                 | 8                 | 12                | 8                 | 8                 | 10                | 8                 |                   |
| Baviera                          | 32                |                   | 2                 |                   | 2                 | 6                 |                   |                   | 3                 | 3                 |                   |                   | 4                 | 12                |                   |                   |                   |                   |
| Berlino                          | 66                | 2                 | 5                 | 4                 |                   | 2                 | 4                 | 3                 | 8                 | 4                 | 4                 | 5                 | 3                 | 5                 | 3                 | 12                | 2                 |                   |
| Baden-Württemberg                | 46                |                   |                   | 7                 | 1                 |                   | 1                 | 2                 |                   | 1                 | 1                 | 6                 | 2                 | 7                 | 12                | 3                 | 3                 |                   |
| Bassa Sassonia                   | 94                | 8                 | 6                 | 5                 | 6                 | 4                 | 7                 | 7                 | 5                 | 6                 | 7                 | 3                 | 6                 | 3                 | 4                 | 5                 | 12                |                   |